# Монтіхо (Бадахос)
Монтіхо (ісп. Montijo) — муніципалітет в Іспанії, у складі автономної спільноти Естремадура, у провінції Бадахос. Населення — 16 279 осіб (2010).
Муніципалітет розташований на відстані близько 300 км на південний захід від Мадрида, 30 км на схід від Бадахоса.
На території муніципалітету розташовані такі населені пункти: (дані про населення за 2010 рік)
- Барбаньйо: 647 осіб
- Лакара: 244 особи
- Монтіхо: 15388 осіб

## Демографія
Динаміка населення (INE ):